# Schwanewede
Schwanewede is een plaats in de Duitse deelstaat Nedersaksen, gelegen in het Landkreis Osterholz. De stad telt 20.329 inwoners. De gemeente ligt direct ten oosten van de rivier de Wezer en direct ten noorden van de deelstaat Bremen.

## Indeling van de gemeente

Ligging der diverse Ortsteile van Schwanewede e.o.

De gemeente Schwanewede bestaat, naast de plaats van die naam, die, volgens de bevolkingsstatistiek van de gemeente van 30 juni 2007, de laatste met per Ortsteil uitgesplitste cijfers, 9.932 inwoners had, uit nog 11 Ortsteile, die meestal uit één dorp bestaan en een aantal daarbij behorende gehuchten. 
Deze Ortsteile, tot aan de gemeentelijke herindeling van 1974 nog zelfstandige gemeenten, zijn ( tussen haakjes het bevolkingscijfer, ontleend aan de hiervoor vermelde bron):
- Aschwarden (402) incl.  Bruch en Hassel
- Beckedorf (1.413) incl. Fredeholz, Rosenbusch, Sandfurt, Schwankenfurt, Vollershagen en Wölpsche
- Brundorf (380) incl. Lilkendey en Karlshorst
- Eggestedt (186)
- Harriersand (78), eiland in de Wezer,  incl. Wilhelmsplate
- Hinnebeck (265) incl. Hinnebeckerfurt
- Leuchtenburg (1.321) incl. Holthorst
- Löhnhorst (908) incl. Hohehorst
- Meyenburg (1.507) incl. Damm, Mühlengrund, Brakland en Großer Kamp
- Neuenkirchen (3.423) incl. Göspe en Stellerbruch
- Rade (238), aan de Wezerdijk,  incl. het schiereiland Fährplate

De hoofdplaats Schwanewede bestaat uit de buurten:  Brink, Dreienkamp, Flachsberg, Hamfähr, Hünenstein, Kerkhop, Klippenei, Köhlhorst, Koppelsberg, Kreienmoor, Langenberg, Lehmhorst, Metjensande, Reitberg, Schukamp, Siethlandswehr, Trenthöpen, Vorberg en Voßhall.

## Buurgemeentes
Naburige plaatsen zijn onder andere Vegesack, evenals het westelijker aan de Wezer gelegen Blumenthal een stadsdeel van Bremen, Ritterhude in het zuidoosten en Osterholz-Scharmbeck in het oosten. In het noorden grenst Schwanewede aan Beverstedt en Hagen im Bremischen in de Landkreis Cuxhaven. Tegenover de gemeente, aan de westoever van de Wezer, ligt Brake (Unterweser). De gemeente Schwanewede wordt verder van Brake gescheiden door het 11 km lange eiland Harriersand, dat deel uitmaakt van de gemeente Schwanewede. Bij het dorpje Rade, aan de Wezerdijk, leidt een bruggetje naar Harriersand. De vaargeul is aan de westkant van het eiland, de oostelijke Wezerarm is overwegend natuurgebied. Harriersand behoorde in het verleden tot de gemeente Brake.

## Verkeer
De Autobahn A27 verbindt Schwanewede met Bremerhaven in het noorden en de stad Bremen in het zuiden. Onder andere afrit 14 van deze Autobahn leidt naar plaatsen in de gemeente.

Tracé Farge-Vegesacker Eisenbahn

De Regio-S-Bahn Bremen/Niedersachsen exploiteert sedert 2015  als lijn RS 1 de in dat jaar heropende spoorlijn van Bremen-Farge naar Bremen-Vegesack v.v. (zie bovenstaand kaartje). Veel inwoners van de gemeente Schwanewede maken van deze treinverbinding gebruik, daar deze langs de rand van het gemeentegebied loopt, met name rondom het station Klinikum Bremen-Nord/Beckedorf.
Lijnbussen rijden o.a. van en naar Bremen-Vegesack en naar Osterholz-Scharmbeck.

## Geschiedenis
Getuige de vondst van talrijke grafgiften in oude grafheuvels, is het gebied van Schwanewede al sedert de Bronstijd door mensen bewoond.
Schwanewede en de meeste andere dorpen in de omgeving ontstonden in de middeleeuwen rondom kerkjes.
Van 1823-1885 behoorde Schwanewede samen met het huidige Blumenthal (Bremen) tot het zgn. Amt Blumenthal, deel van de Landdrostei Stade, die weer deel uitmaakte van het Koninkrijk Hannover, van 1866-1871 het Koninkrijk Pruisen en na 1871 het Duitse Keizerrijk.
In de Hitler-tijd hebben de nazi's in de gemeente, alsmede in het naburige Farge (gem. Bremen), met name in het bosgebied Neuenkirchener Heide de omgeving van Neuenkirchen, een aantal werk- en gevangenkampen ingericht, o.a.:
- Arbeitserziehungslager Farge, vanaf 1940
- Concentratiekamp Farge, 1943-1945
- een aantal, waarschijnlijk twee, kampen voor krijgsgevangenen.
- drie kampen voor vrijwillig tewerkgestelde arbeiders, waaronder Marinegemeinschaftslager I en Marinegemeinschaftslager II. Dit laatste kamp bleef na de oorlog intact en diende o.a. als lazaret en kazerne van de Bundeswehr.

De gevangenen werden met name tewerkgesteld bij de bouw van een onderzeebootbunker bij Bremen en twee ondergrondse brandstoftankdepots, waarvan er slechts één in 1941 gereed kwam.
Zie ook onder Farge.
Het landhuis Hohehorst diende in de nazi-tijd als Lebensborn-inrichting.
Van 1958 tot 2015 was op een 81 hectare groot terrein bij Schwanewede-dorp de Lutzow-Kaserne van de Bundeswehr gevestigd. Het gebouwencomplex is daarna als asielzoekerscentrum in gebruik genomen. Op termijn zal de kazerne waarschijnlijk gesloopt worden en plaats maken voor een nieuwe woonwijk.

## Economie
De gemeente heeft ten oosten van  afrit 14 van de A27 een bedrijventerrein met o.a. een distributiecentrum van de supermarktketen Lidl, alsmede enig midden- en kleinbedrijf van alleen regionale of plaatselijke betekenis. Ten noorden van Eggestedt, bij de A27, is een grote voormalige grindgroeve. Inmiddels is daar een klein meer ontstaan.
Het noordwestelijke gedeelte van de gemeente is overwegend boerenland, waar veeteelt overheerst. Tamelijk veel forensen met een werkkring in Bremen wonen in Schwanewede.

## Bezienswaardigheden
- Ter herinnering aan de slachtoffers van de nazi-terreur in de kampen van de regio Farge/Schwanewede is in een (zonder navigatie-apparatuur moeilijk te vinden, op de Neuenkirchener Heide gesitueerde) voormalige barak met de naam Wilhelmine een van een kleine, maar  interessante oorlogsmuseumcollectie voorzien herdenkingscentrum (dokumentations- und lernort baracke wilhelmine, adres: An der Kaserne 122, Schwanewede) ingericht, waarin ook aandacht wordt besteed aan de Lebensborn- inrichting in het dorp. De barak werd omstreeks 1939 gebouwd als de 23ste barak (vandaar de naam met beginletter W) van Marinegemeinschaftslager II.
- Het 11 km lange Harriersand. Dit is een eiland in de Wezer, dat voor veeteelt en voor diverse vormen van dag- en weekendrecreatie gebruikt wordt. Er is o.a. een eenvoudig kampeerterrein, een recreatiestrand en een horecagelegenheid. Vanuit het dorpje Rade leidt een klein weggetje via een smalle brug over de oostelijke Wezerarm naar het eiland. Deze oostelijke Wezerarm is gesloten voor de beroepsscheepvaart, en is van toenemend belang als natuurgebied, vooral vanwege de vogelwereld.
- In Beckedorf is de historische, vroeg-19e-eeuwse smidse, waar in het verleden vooral messen, maar voor de walvisvaarders van het naburige Vegesack ook wel harpoenen, zijn gemaakt, als smederijmuseum ingericht (alleen op vrijdagmiddag geopend).
- Tijdens een fietstocht loont het de moeite, het dorpje Meyenburg in de route op te nemen. Er staat een schilderachtige watermolen 2 km ten oosten van het dorp, een (niet te bezichtigen, maar wel fraai gelegen) kasteeltje, en in het dorp staan enige oude vakwerkhuizen.

## Afbeeldingen

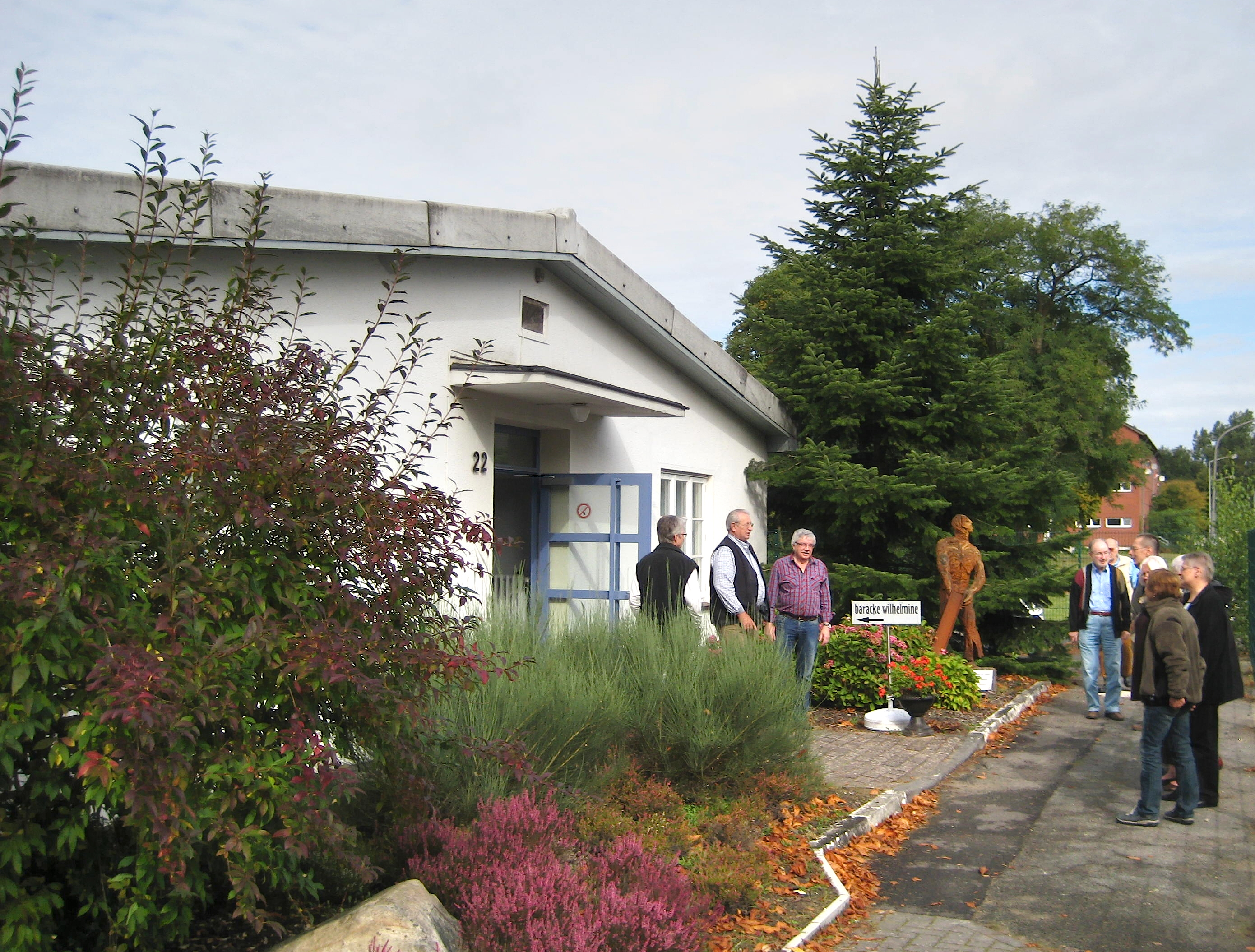
Herdenkingscentrum Baracke Wilhelmine te Schwanewede
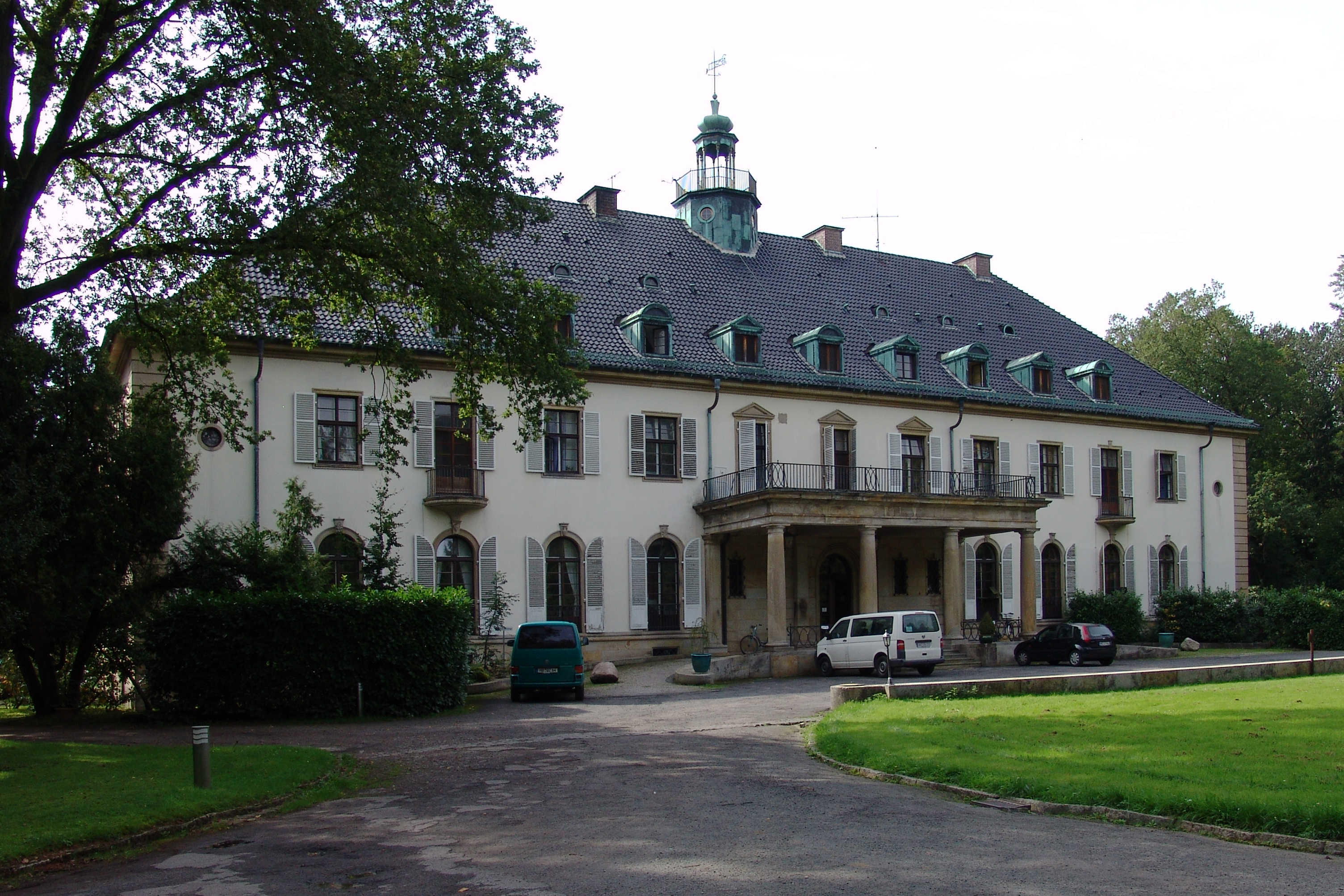
Huize Hohehorst
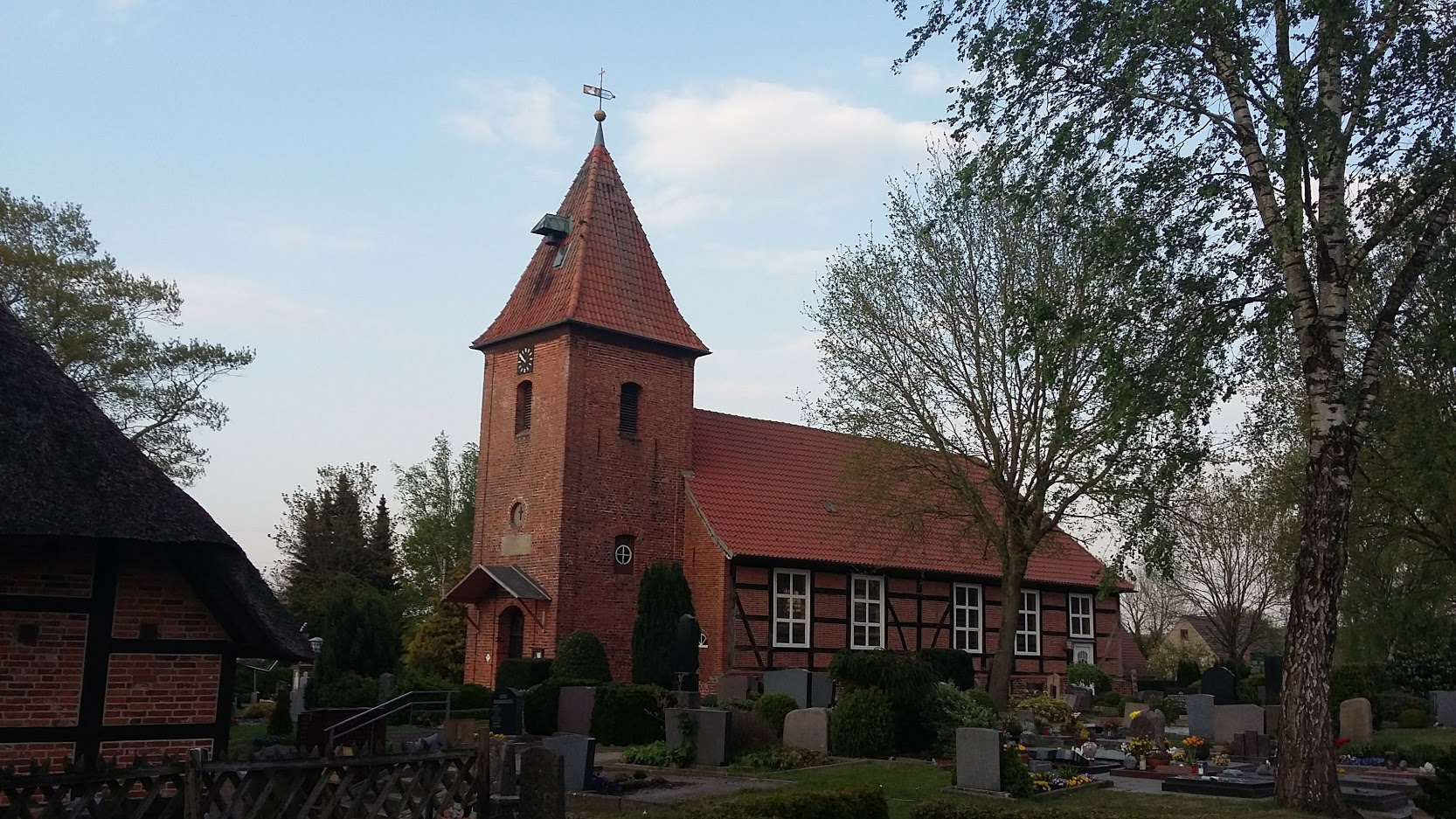
Sint-Janskerk, Schwanewede (1762)
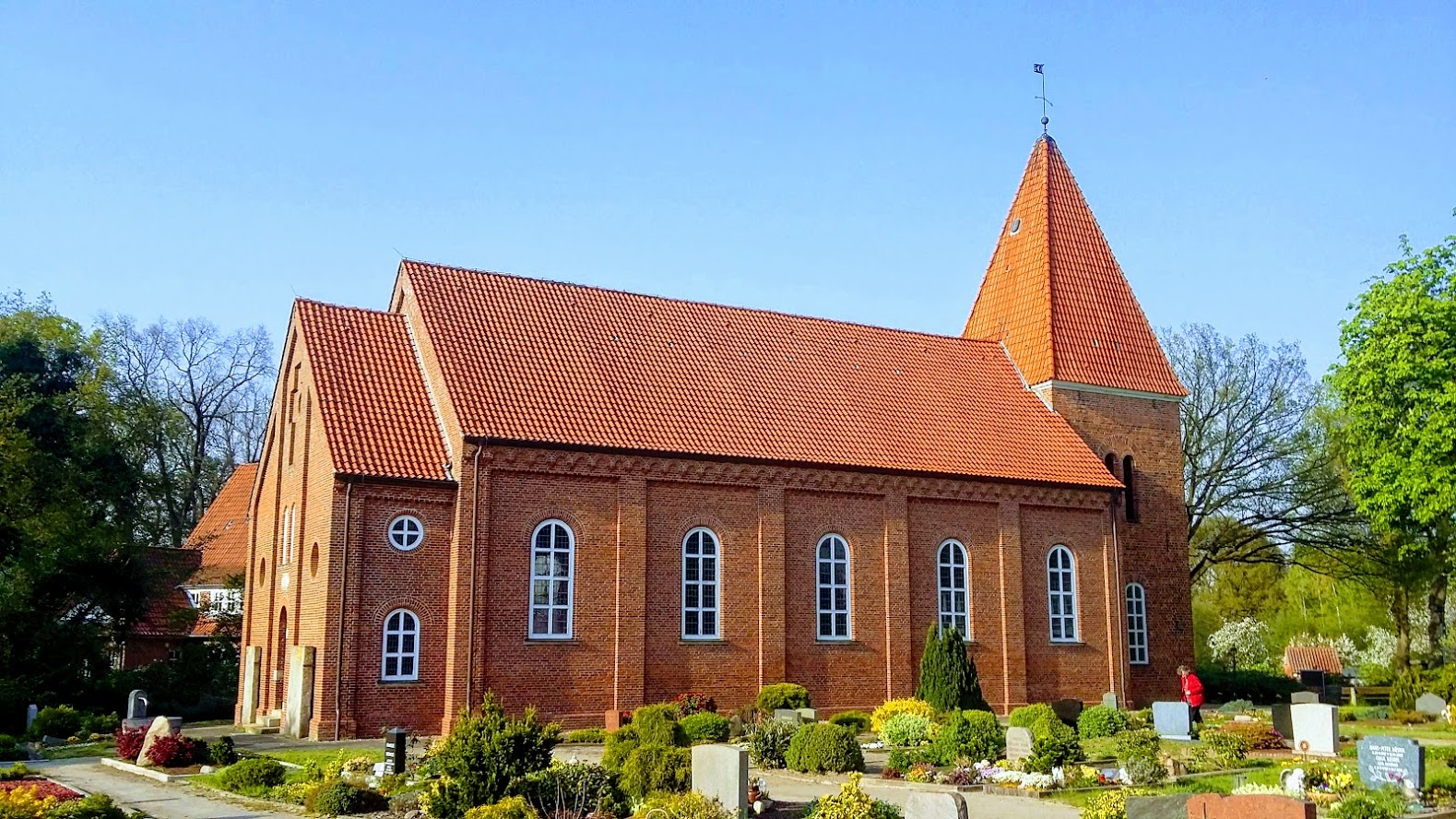
St. Luciä-kerk, Meyenburg (1857, toren uit 1752)
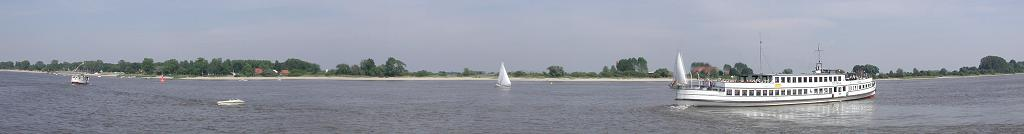
Het Wezer-eiland Harriersand

## Belangrijke personen in relatie tot de gemeente
- Hellmut Lange (Berlijn, 19 januari 1923 - aldaar, 13 januari 2011), Duits (stem)acteur en tv-presentator, woonde vele jaren te Leuchtenburg

- Gemeinsame Normdatei: 4053720-1
- Library of Congress Control Number: n82049668
- MusicBrainz: 75c6f287-0c25-43d2-8581-cb8ccdb7c0d2
- Nationale Bibliotheek van Israël: 987007564459305171
- Virtual International Authority File: 125508942
- WorldCat: E39PBJjMBHPXdR3HrxD7xdFkDq

Axstedt · 
Grasberg · 
Hambergen · 
Holste · 
Lilienthal · 
Lübberstedt · 
Osterholz-Scharmbeck · 
Ritterhude · 
Schwanewede · 
Vollersode · 
Worpswede